# 영연서원
영연서원(靈淵書院)은 대한민국 경상북도 고령군에 위치한 조선 시대의 서원이다. 1711년에 창건되었으며, 신덕린(申德隣), 박은(朴誾), 정사현(鄭師賢), 홍익한(洪翼漢), 김수옹(金守雍)을 제향하고 있다.